# Tipula (Pectinotipula) argentina
Tipula (Pectinotipula) argentina is een tweevleugelige uit de familie langpootmuggen (Tipulidae). De soort komt voor in het Neotropisch gebied.